# Buenos Aires Challenger (1980)
Il Buenos Aires Challenger è stato un torneo professionistico di tennis giocato su campi in terra rossa. Faceva parte dell'ATP Challenger Series. L'unica edizione si è disputata a Buenos Aires in Argentina.

## Albo d'oro

### Singolare
| Anno | Campione           | Finalista        | Punteggio |
| ---- | ------------------ | ---------------- | --------- |
| 1980 | Eduardo Bengoechea | Carlos Castellan | 7–6, 6–2  |

### Doppio
| Anno | Campioni                        | Finalisti                          | Punteggio |
| ---- | ------------------------------- | ---------------------------------- | --------- |
| 1980 | Ricardo Cano Roberto Carruthers | Carlos Gattiker Alejandro Gattiker | 6–2, 6–4  |